# ديفيد فرانكلين (ممثل)
ديفيد فرانكلين (بالإنجليزية: David Franklin)‏ هو ممثل أسترالي، ولد في 7 مايو 1962 في فريمانتل في أستراليا.

## أعمال

### أفلام
- (2003) الماتريكس 2[1][2][3]

## وصلات خارجية
- ديفيد فرانكلين على موقع IMDb (الإنجليزية)
- ديفيد فرانكلين على موقع قاعدة بيانات الفيلم (الإنجليزية)